# Superpuchar Łotwy w piłce siatkowej mężczyzn (2022)
Superpuchar Łotwy w piłce siatkowej mężczyzn 2022 (oficjalnie Optibet Latvijas Superkauss vīriešiem 2022) – trzecia edycja rozgrywek o Superpuchar Łotwy zorganizowana przez Łotewski Związek Piłki Siatkowej (Latvijas volejbola federācija, LVF) w dniu 1 października 2022 roku w hali sportowej gimnazjum Miasta Jurmała (Jūrmalas Valsts ģimnāzijas Sporta halle). W meczu o Superpuchar udział wzięły dwa kluby: mistrz i zdobywca Pucharu Łotwy w sezonie 2021/2022 – SK Jēkabpils Lūši oraz wicemistrz i finalista Pucharu Łotwy w tym sezonie – RTU Robežsardze/Jūrmala.
Po raz pierwszy zdobywcą Superpucharu Łotwy został klub RTU Robežsardze/Jūrmala. Najlepszymi zawodnikami spotkania wybrani zostali Jēkabs Dzenis oraz Zigurds Adamovičs.
Sponsorem tytularnym rozgrywek było przedsiębiorstwo Optibet.

## Drużyny uczestniczące
| Drużyna                 | Osiągnięcia w sezonie 2021/2022       |
| ----------------------- | ------------------------------------- |
| SK Jēkabpils Lūši       | mistrzostwo i zdobycie Pucharu Łotwy  |
| RTU Robežsardze/Jūrmala | wicemistrzostwo i finał Pucharu Łotwy |

## Mecz
Sobota, 1 października 2022 – 19:00 (UTC+3) • Jūrmalas Valsts ģimnāzijas Sporta halle, Jurmała
Widzów: 411
Czas trwania meczu: 105 minut
Sędziowie: Salvis Kurtiš i Ilgvars Ozoliņš
| RTU Robežsardze/Jūrmala | 3:0                          | SK Jēkabpils Lūši      |
| Matīss Gabduļins 17 pkt | (26:24, 25:22, 28:26) raport | Armands Āboliņš 16 pkt |

| Poz.                 | Nr | Zawodnik              | 1           | 2          | 3           | 4 | 5 | Pkt |
| -------------------- | -- | --------------------- | ----------- | ---------- | ----------- | - | - | --- |
| R                    | 3  | Dmitrijs Špakovs      | 4 jeden     | 4 jeden    | 4 jeden     |   |   | 1   |
| P                    | 4  | Roberts Kļaviņš       | 5 dwa       | 5 dwa      | 5 dwa       |   |   | 7   |
| A                    | 8  | Matīss Gabduļins      | 7 cztery    | 7 cztery   | 7 cztery    |   |   | 17  |
| P                    | 10 | Patriks Pinka         | 8 pięć      | 8 pięć     | 8 pięć      |   |   | 9   |
| Ś                    | 11 | Oļegs Klopovs         | 9 sześć     |            |             |   |   | 2   |
| Ś                    | 14 | Jēkabs Dzenis         | 6 trzy      | 6 trzy     | 6 trzy      |   |   | 10  |
| L                    | 18 | Kaspars Kronbergs     | L           | L          | L           |   |   |     |
| Zmiany               |    |                       |             |            |             |   |   |     |
| R                    | 2  | Marsels Mārcis Jonass | 17 zmiana8  |            | 12 zmiana3  |   |   |     |
| P                    | 6  | Jānis Teikmanis       |             |            | 19 zmiana10 |   |   |     |
| A                    | 7  | Toms Kalniņš          | 12 zmiana3  | 12 zmiana3 |             |   |   | 2   |
| Ś                    | 13 | Gatis Slavēns         | 20 zmiana11 | 9 sześć    | 9 sześć     |   |   | 6   |
| Nie weszli na boisko |    |                       |             |            |             |   |   |     |
| P                    | 5  | Rihards Lazdiņš       |             |            |             |   |   |     |
| L                    | 9  | Dāvis Storķis         |             |            |             |   |   |     |
| Ś                    | 17 | Aleksejs Formanickis  |             |            |             |   |   |     |
| Trener               |    |                       |             |            |             |   |   |     |
| Raimonds Vilde       |    |                       |             |            |             |   |   |     |

| Poz.                 | Nr | Zawodnik            | 1          | 2           | 3           | 4 | 5 | Pkt |
| -------------------- | -- | ------------------- | ---------- | ----------- | ----------- | - | - | --- |
| A                    | 3  | Leo Štolcs          | 8 pięć     | 7 cztery    |             |   |   | 2   |
| Ś                    | 4  | Leo Catlakšs        | 4 jeden    | 9 sześć     | 6 trzy      |   |   | 5   |
| P                    | 5  | Armands Āboliņš     | 9 sześć    | 8 pięć      | 8 pięć      |   |   | 16  |
| A/R                  | 7  | Jānis Jansons       | 5 dwa      | 4 jeden     | 7 cztery    |   |   | 5   |
| Ś                    | 11 | Zigurds Adamovičs   | 7 cztery   | 6 trzy      | 9 sześć     |   |   | 8   |
| P                    | 16 | Andrij Czmirow      | 6 trzy     | 5 dwa       | 5 dwa       |   |   | 5   |
| L                    | 13 | Dāvis Melnis        | L          | L           | L           |   |   |     |
| Zmiany               |    |                     |            |             |             |   |   |     |
| R                    | 2  | Ralfs Kļaviņš       |            |             | 20 zmiana11 |   |   |     |
| A                    | 9  | Edijs Krakops       |            |             | 16 zmiana7  |   |   |     |
| R                    | 44 | Edgars Kalnozols    | 13 zmiana4 | 20 zmiana11 | 4 jeden     |   |   |     |
| Nie weszli na boisko |    |                     |            |             |             |   |   |     |
| P                    | 8  | Timurs Aisens       |            |             |             |   |   |     |
| L                    | 10 | Ernests Krakops     |            |             |             |   |   |     |
| P                    | 13 | Kārlis Jaundžeikars |            |             |             |   |   |     |
| Ś                    | 15 | Marats Selivanovs   |            |             |             |   |   |     |
| Trener               |    |                     |            |             |             |   |   |     |
| Mārcis Obrumans      |    |                     |            |             |             |   |   |     |

## Statystyki meczowe
| RTU | STATYSTYKI        | JĒK |
| 79  | MAŁE PUNKTY       | 72  |
| 43  | ATAK              | 31  |
| 8   | BLOK              | 8   |
| 3   | SERWIS            | 2   |
| 25  | BŁĘDY PRZECIWNIKA | 31  |

## Wyjściowe ustawienie drużyn
| Špakovs Kļaviņš Dzenis Gabduļins Pinka Klopovs Kronbergs Catlakšs Jansons Czmirow Adamovičs Štolcs Āboliņš Melnis |